# 奥依托格拉克乡
奥依托格拉克乡，是中华人民共和国新疆维吾尔自治区和田地區于田县下辖的一个乡镇级行政单位。

## 行政区划
奥依托格拉克乡下辖以下地区：
塔吾尕孜村、塔勒克艾日克村、兰干吾斯塘村、亚尔买里村、托格拉吾斯塘村、库勒艾日克村、也斯尤勒滚村、吐木亚村、阿尔喀吾斯塘村、依格孜都维村、喀拉库木什村和阿甫塔甫勒克库勒村。